# Pouteria campechiana
Pouteria campechiana (hiszp. canistel) – gatunek rośliny z rodziny sączyńcowatych. Pochodzi z Ameryki Środkowej i Meksyku. Jest uprawiany w Ameryce Środkowej i Południowej, a także w tropikalnych krajach Azji. Nazwa łacińska nawiązuje do meksykańskiego miasta Campeche, z którego okolic pochodzi. Bywa błędnie określane jako Lucuma campechiana.

## Morfologia
Wiecznozielone drzewo owocowe o wysokości do 10 m, dające jadalne owoce żółto-pomarańczowe o długości 7 cm, zawierające wiele minerałów oraz witaminę A i B. Miąższ słodki, o konsystencji przypominającej żółtko ugotowanego jajka, stąd popularna w różnych językach nazwa „owoc jajeczny” (wiet. cây trứng gà, hiszp. fruto huevo., ang. eggfruit). Roślina blisko spokrewniona z Pouteria sapota oraz Pouteria caimito.

## Synonimy
| - Lucuma campechiana Kunth - Lucuma elongata (C.F.Gaertn.) Steud. - Lucuma glabrifolia Pittier - Lucuma heyderi Standl. - Lucuma inseparabilis Dubard - Lucuma laeteviridis Pittier - Lucuma nervosa A.DC. - Lucuma palmeri Fernald - Lucuma rivicoa var. angustifolia Miq. - Lucuma salicifolia Kunth - Lucuma sphaerocarpa A.DC. - Pouteria campechiana var. nervosa (A.DC.) Baehni - Pouteria campechiana var. palmeri (Fernald) Baehni - Pouteria campechiana var. salicifolia (Kunth) Baehni - Pouteria campechiana var. typica Baehni - Pouteria elongata (C.F.Gaertn.) Baehni | - Pouteria glabrifolia (Pittier) Cronquist - Pouteria laeteviridis (Pittier) Lundell - Pouteria mante Lundell - Radlkoferella glabrifolia (Pittier) Aubrév. - Radlkoferella inseparabilis Pierre - Radlkoferella sphaerocarpa (A.DC.) Pierre - Richardella campechiana (Kunth) Pierre - Richardella nervosa (A.DC.) Pierre - Richardella salicifolia (Kunth) Pierre - Sapota elongata C.F.Gaertn. - Sideroxylon campestre Brandegee - Vitellaria campechiana (Kunth) Engl. - Vitellaria nervosa (A.DC.) Radlk. - Vitellaria salicifolia (Kunth) Engl. - Vitellaria sphaerocarpa (A.DC.) Radlk. - Vitellaria tenuifolia Engl. - Xantolis palmeri (Fernald) Baehni |